# Rotherham
Rotherham è un nucleo urbano di 117 262 abitanti della contea del South Yorkshire, in Inghilterra.

## Geografia
Rotherham sorge lungo le rive del fiume Don, ad 11 km a nord-est di Sheffield.

## Storia
Nel 2014 scoppiò lo scandalo di 1 400 bambini abusati, tra il 1997 e il 2013 nella cittadina nell'Inghilterra del Nord. Gli arrestati in gran parte appartenevano alla comunità pachistana del luogo.

## Amministrazione

### Gemellaggi
- San Quintino, dal 1990
- Shenzhen
- Cluj-Napoca